# Agra pseudopusilla
Agra pseudopusilla – gatunek chrząszcza z rodziny biegaczowatych i podrodziny Lebiinae.

## Taksonomia
Gatunek ten został opisany po raz pierwszy w 2010 roku przez Terry'ego L. Erwina na podstawie dwóch okazów, odłowionych w nieokreślonej bliżej lokalizacji w Brazylii. Wraz z pokrewnymi A. cruciaria, A. grace, A. max, A. minasianus, A. notpusilla, A. perforata oraz A. pusilla tworzy w obrębie rodzaju grupę gatunków pusilla.

## Morfologia
Chrząszcz o ciele długości od 6,57 do 8,63 mm i szerokości od 1,34 do 2,08 mm. Ubarwiony jest czarno z ceglastymi spodami trzonków czułków, smolistym aparatem gębowym i dwukolorowymi odnóżami. Głowa i przedplecze są błyszczące, zaś pokrywy matowe. Umiarkowanie wydłużona warga górna ma wierzchołkową krawędź ściętą z zaokrąglonymi kątami bocznymi. Na grube punktowanie potylicy składają się punkty w dwóch różnych rozmiarach. Boki czoła są zaopatrzone w liczne żeberka. Przedplecze jest gęsto i grubo punktowane, w połowie nieco rozszerzone. Kształt pokryw jest wyraźnie wypukły z lekko żebrowatymi międzyrzędami, sitkowatymi punktami w pojedynczych, a miejscami podwójnych rzędach na międzynerwiach oraz z niesymetrycznymi ząbkami u wierzchołków. Szczecinki na zapiersiu są rzadko rozmieszczone. Genitalia samca cechują się małymi, umiarkowanie zaokrąglonymi paramerami, z których lewa jest dwukrotnie większa od prawej. Prącie jest smukłe z ostium ciągnącymi się przez około połowę długości i zaokrąglonym płatkiem na wierzchołku.

## Ekologia i występowanie
Chrząszcz ten jest arborikolem, zasiedlającym piętro koron drzew w równikowych lasach deszczowych, gdzie poluje na drobne stawonogi. Owady dorosłe są długoskrzydłe, zdolne do lotu. Bywają wabione przez sztuczne źródła światła. Larwy z rodzaju Agra przechodzą rozwój pod korą drzew, ale zdarza im się opuszczać kryjówki.
Owad neotropikalny, endemiczny dla Brazylii.